# Форман, Гейл
Гейл Форман (англ. Gayle Forman; р. 1970) — американская писательница. Наиболее известна своим романом «Если я останусь», который попал в список бестселлеров по версии The New York Times и был экранизирован.

## Биография
Гейл Форман родилась 5 июня 1970 года в Лос-Анджелесе, США.
Форман писала для журнала Seventeen, большинство её статей было посвящено молодёжи и социальным проблемам. Позже она работала независимым журналистом на журналы Details, Jane, Glamour, The Nation, Elle, Cosmopolitan.
В 2002 году она и её муж Ник отправились в путешествие по миру, во время которого она получила опыт и информацию, которые позже легли в основу её первой книги «Отсюда туда не попасть. Год на окраинах сжимающегося мира» (англ. You Can't Get There from Here: A Year on the Fringes of a Shrinking World), опубликованной в 2005 году.
В 2007 году Форман опубликовала свой первый подростковый роман «Сестры по благоразумию» (англ. Sisters in Sanity), который основан на статье, которую Форман написала для журнала Seventeen.
В 2009 году Форман опубликовала «Если я останусь» (англ. If I Stay), книгу о семнадцатилетней девушке по имени Мия, которая попадает в автокатастрофу. В книге описывается как Мия, находясь в коме, полностью осознаёт всё, что происходит вокруг и всё, что делают и говорят её посетители. Девушка чувствует боль от потери близких людей, но также знает и о любви к ней живых людей, ей предстоит сделать выбор — остаться или уйти. Форман получила несколько наград за этот роман. В 2011 году было опубликовано продолжение этого романа — «Куда она ушла» (англ. Where She Went). Повествование в нём ведётся от лица Адама и описывает отношения Адама и Мии после событий предыдущей книги.
В январе 2013 года Форман опубликовала роман «Всего один день» (англ. Just One Day), повествующий об Эллисон Хили, которая в последний день путешествия по Европе встречает датского актёра-бродягу Уиллема. Внезапно Эллисон решает отправиться с Уиллемом в Париж, где они проводят один день вместе. В октябре 2013 года вышло продолжение этого романа — «Только один год» (англ. Just One Year). Роман описывает те же события, что и в предыдущей книге, но с точки зрения Уиллема. Завершения истории Эллисон и Уиллема «Лишь одна ночь» (англ. Just One Night) вышло 29 мая 2014 года. Это 50-страничная новелла, опубликованная в формате электронной книги.
В январе 2015 года вышла книга «Я была здесь» (англ. I Was Here) о восемнадцатилетней девушке, которая пытается справиться с внезапным суицидом лучшей подруги.
В 2016 году Форман опубликовала свой первый роман для взрослых — «Оставьте меня» (англ. Leave Me).
Форман живёт в Бруклине, Нью-Йорк, со своим мужем и двумя дочерьми, одну из которых они удочерили.

### Если я останусь
- 2009 — «Если я останусь» (англ. If I Stay)
- 2011 — «Куда она ушла» (англ. Where She Went)

### Всего один день
- 2013 — «Всего один день» (англ. Just One Day)
- 2013 — «Только один год» (англ. Just One Year)
- 2014 — «Лишь одна ночь» (англ. Just One Night) — новелла

### Книги вне серии
- 2005 — «Отсюда туда не попасть. Год на окраинах сжимающегося мира» (англ. You Can't Get There from Here: A Year on the Fringes of a Shrinking World)
- 2007 — «Сестры по благоразумию» (англ. Sisters in Sanity)
- 2015 — «Я была здесь» (англ. I Was Here)
- 2016 — «Оставьте меня» (англ. Leave Me)
- 2018 — «Я сбилась с пути» (англ. I Have Lost My Way)

### Рассказы
- 2014 — «Что же ты наделала, Софи Рот?» (англ. What the Hell Have You Done, Sophie Roth?) в составе сборника «12 историй о настоящей любви» (англ. My True Love Gave to Me: Twelve Holiday Stories)

## Экранизации
Экранизация романа «Если я останусь» вышла в США 22 августа 2014 года. В главной роли — Хлоя Грейс Морец.
Права на экранизацию книги «Я была здесь» получила кинокомпания New Line Cinema спустя месяц после выхода книги.